# スコープ・クローズ
スコープ・クローズ（英語：Scope clause）は、航空会社とパイロットの労働組合の間での労働協約の中に設けられている条項（clause）のこと
。一種の労使協定である。

## 概要
スコープ・クローズは航空会社とパイロット組合の契約の一部であり、リージョナル航空路線において航空機機材の席数、大きさ、重量の制限値を定めている。アメリカ合衆国の航空業は、基幹路線（ハブ）と各地の小需要（スポーク）をつなぐ「ハブ・アンド・スポーク」路線形態が取られており、地域の小需要路線に関して大手はリージョナル航空会社に運航の委託をしている。
ハブ・アンド・スポーク路線形態が拡大していき、リージョナル航空会社の運行およびリージョナル航空会社への運行委託が増えていくにつれ、それらの航空会社が大きな機材（航空機）を使用する可能性があった。大手航空会社は地域の小路線の運航は別会社へ委託をしているため、大手に所属するパイロットたちは自分たちの職域をリージョナル路線のパイロットに侵食される可能性があった。そこで大手パイロット組合は仕事を守るために航空会社へいくつかの要求を起こし、話し合いによりリージョナルジェット運航に関する制限事項が定められた。
制限は航空会社間で微妙な違いはあるものの、2016年12月1日に合意された代表的なリージョナルジェットへの制限は
- 座席数：最大76席
- 最大離陸重量：39トン（8万6000ポンド)

というものがある。
航空機メーカーにとって旅客座席の制限は機体製造後も調整可能なため影響を受けないが、機体重量の軽減は製造工場レベルでは不可能なため、機体の設計変更を行う必要があり、メーカー側にとってはコストが増大する。さらに航空会社にとって座席制限は収益に影響するため制限緩和に向けて労使で度々交渉が行われているが、2019年に90席クラスまで緩和される見通しだった交渉は纏まらず、緩和を見越して新機体を開発していたメーカーには影響が出ている。

### 航空機メーカーへの影響
航空機メーカーではリージョナルジェットを開発する際、90席クラス（基本モデル）と100席クラス（ストレッチモデル）の他、需要の多いアメリカ国内路線向けとしてスコープ・クローズの上限に合わせた設計の70席クラスを用意していることが多い。
三菱航空機はMRJの基本モデル（MRJ-90）は90席クラスとして設計されているため最大離陸重量が超過しており、規制が変わらない場合は影響を受ける可能性が高い。このため三菱航空機では70席クラス（MRJ-70）も並行して開発しており、既に基本モデル導入を決めた航空会社は交渉が決裂した場合に70席クラスへの切り替えを検討していることが報じられている。特にMRJ70ERは最大76席、最大離陸重量は38,995 kgと上限いっぱいの設計である。
エンブラエルは80席クラスのE175-E2を2020年に引き渡す予定だったが、2019年の規制緩和を考慮して2021年に延期し、新条項適合機として販売することを発表した。
ボンバルディアは2019年2月従来のCRJ700を元に新たにCRJ550という3クラス50席仕様の機体を製造し、元となるCRJ700は制限値の一つである最大離陸重量8万6000ポンド（約39トン）をクリアしていて、北米市場で700機超が運航されている50席規模の更新機として適しているとして、同年上半期にローンチ、同年末に納入予定としている。
この労使協定は北米地域航空会社の機材更新に大きな影響を与えていて、近年は同協定が低燃費新世代エンジン採用リージョナルジェット旅客機の北米市場参入の参入障壁となり米国フィーダー運航エアラインの運航機材のガラパゴス化も進んでいる。